# Animaux de Dragon Ball
Cet article présente la liste des animaux de Dragon Ball.
- Haut – A
- B
- C
- D
- E
- F
- G
- H
- I
- J
- K
- L
- M
- N
- O
- P
- Q
- R
- S
- T
- U
- V
- W
- X
- Y
- Z

## B

### Basil
Basil (バジル, Bajiru), surnommé Basil le botteur à cause de son art martial de la jambe, est un combattant de l'univers 9. Il apparaît lors du match d'ouverture du Tournoi du Pouvoir en compagnie de ses frères, et il combat contre Boo. Ce dernier ne se bat pas sérieusement et prend le combat plutôt comme une sorte de jeu. Mais une attaque de Basil blesse Mister Satan, ce qui eut pour conséquence d'énerver Boo, qui envoie un Kamé Hamé Ha sur Basil et lui permit de remporter le combat.
Basil revient lors du véritable Tournoi du Pouvoir, toujours en compagnie de ses frères, où ils forment le « Trio de Dangers ». Ils se battent contre Son Goku et Vegeta en Super Saiyan Bleu. Malheureusement, le trio se font sortir du ring par les deux Saiyans. L'univers 9 n'ayant plus de combattants, il fut le premier à être effacé par les Zeno.
Après la victoire de l'univers 7 au tournoi, il est ressuscité à la fin du tournoi grâce aux Super Dragon Balls en même temps que son univers.
Apparence
Basil est un grand loup de couleur rouge, qui porte un cape et des gants noirs, ainsi que des bottes, rouges également.
Famille
Il a deux frères, Bergamo et Lavender.
À propos du nom
Son nom vient de la plante aromatique Basilic.

### Béé
Béé (ベエ, Bee), également connu sous le nom de Doudou, né en 774, est un chien perdu et blessé retrouvé par Boo. Il décide alors de le soigner pour qu'il soit capable de fuir sous la terreur de Boo. Mais le chien, une fois soigné, témoigne sa gratitude envers Boo en voulant jouer avec lui. Grâce à ce chien, Mr Satan réussit à rendre Boo plus gentil. Mais deux brigands sont à proximité et l'un d'eux tire sur le chien et le blesse grièvement. Il est à nouveau soigné par Boo. Il fait plusieurs apparitions par la suite à l'âge adulte. Ils sont, avec Mr Satan, les seuls personnages à ne pas mourir et donc à ne pas être ressuscité par les Dragon Balls.

### Bergamo
Bergamo (ベルガモ, Berugamo), surnommé Bergamo l'anéantisseur, est un combattant de l'univers 9. Il apparaît lors du match d'ouverture du Tournoi du Pouvoir en compagnie de ses frères, et combat Son Goku. Bergamo maîtrise une technique assez spéciale, à force d'encaisser les coups, il décuple sa taille et sa force. À la fin, il devint tellement géant, et ironiquement, cela devint son point faible. Son Goku l'élimine facilement en combinant le Super Saiyan Bleu et l'Aura de Kaio. Par la suite, lors du Tournoi du Pouvoir, Bergamo se fait à nouveau éliminer par Son Goku, avec l'aide de Vegeta. L'univers 9 n'ayant plus de combattants, il fut le premier à être effacé par les Zeno.
Après la victoire de l'univers 7 au tournoi, il est ressuscité à la fin du tournoi grâce aux Super Dragon Balls en même temps que son univers.
Apparence
Bergamo est un grand loup, avec un pelage bleu-gris. Il porte un pantalon et des bottes marron, ainsi qu'un foulard rouge.
Famille
Il a deux frères, Basil et Lavender.
À propos du nom
Son nom vient de bergamote.

### Botamo
Pour les articles homonymes, voir Botamo.
Botamo (ボタモ, Botamo) est un combattant de l'univers 6. Il affronte Son Goku au premier tour du tournoi de l'univers 6 et l'univers 7 et perd le combat. Il réapparaît une seconde fois lors d'un épisode hors-série toujours contre l'univers 7 en match de baseball. Plus tard, Botamo est présent lors du Tournoi du Pouvoir où il combat Vegeta avec l'aide de Magettâ, mais ils sont séparés à cause de la force incontrôlable de Kale. Par la suite, Botamo affronte Son Gohan, mais il est vite sortir du ring par ce dernier. Botamo est donc le premier combattant de l'univers 6 à être éliminé.
Après la victoire de l'univers 7 au tournoi, il est ressuscité à la fin du tournoi grâce aux Super Dragon Balls en même temps que son univers.
Apparence
Physiquement, Botamo ressemble à un grand ours jaune, avec des bottes et un tee-shirt de couleur rouge.

### Bubbles
Bubbles (バブルス, Baburusu), doublé par Naoki Tatsuta (Dragon Ball Z) et Takahiro Fujimoto (depuis Dragon Ball Z Kai) en japonais et par Marc Bretonnière (depuis Dragon Ball Z Kai) en français, décédé en 767, est le singe du Kaio du nord, celui qui entraîne Son Goku.

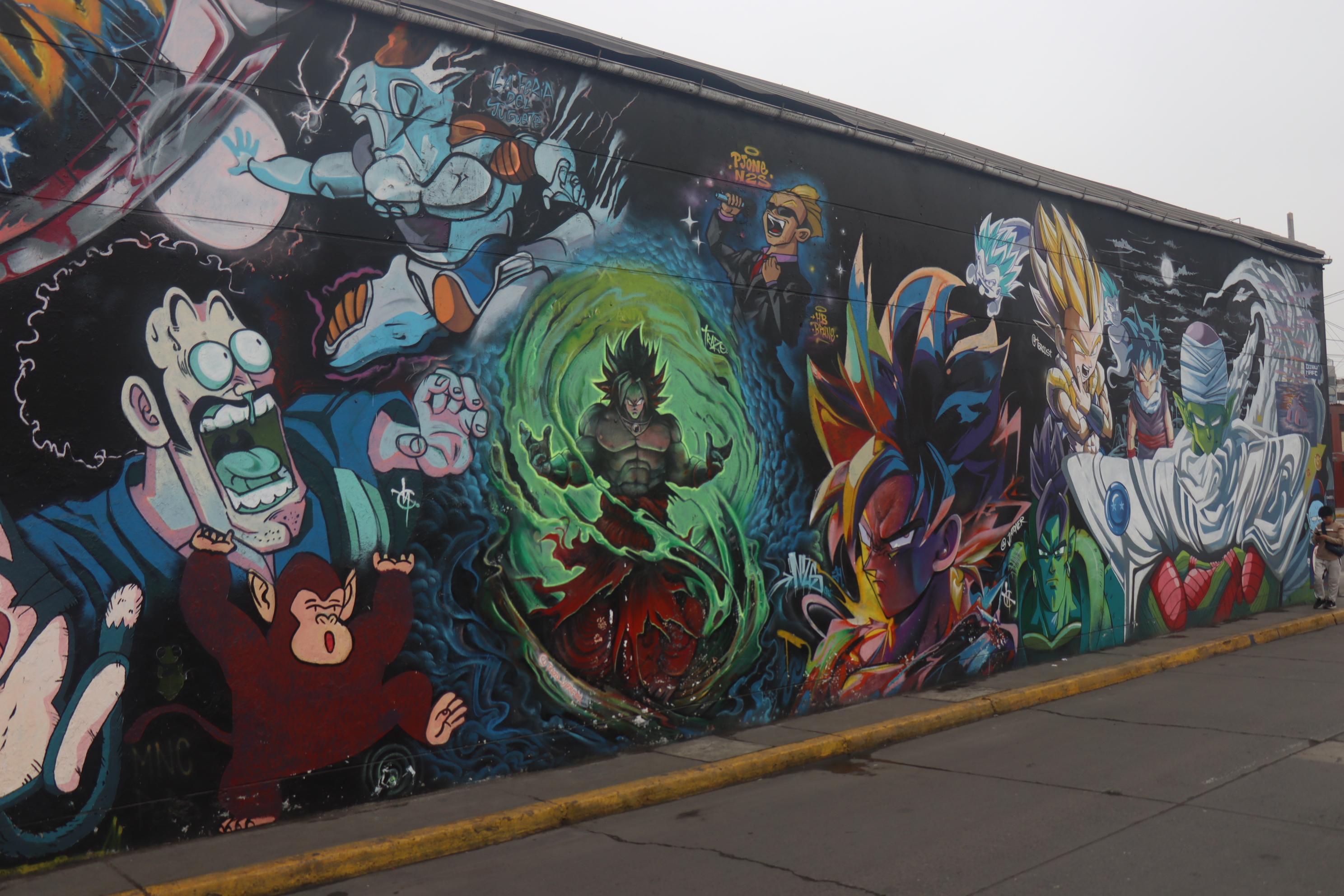
Graffitis muraux de personnages de Dragon Ball à Lima, au Pérou. Bubbles est le singe en bas à gauche.

Lorsque Son Goku arrive sur la planète de Kaio, la première personne qu'il rencontre est Bubbles, et, le prenant pour maître Kaio, il reproduit tous ses gestes croyant que cela fait partie de l'entraînement.
Un des premiers exercices de Son Goku, lorsqu'il est entraîné par Kaio, est d'attraper Bubbles pour s'habituer à la forte gravité de la planète.
Plus tard, lorsque Son Goku se téléporte chez maître Kaio avec Cell et que celui-ci explose, tous meurent, mais gardent leur enveloppe corporelle.
À propos du nom
Son nom vient du chimpanzé de Michael Jackson qui porte le même nom Bubbles,.

## C

### Cerglier ailé
Le cerglier ailé (イノシカチョウ, Inoshikachō) est un animal élevé jeune par Kamé Sennin et Tsuru Sennin. Une fois Kamé Sennin parti, Tsuru Sennin continue de s’en occuper avant de le confier à Ten Shin Han et Chaozu. Ces deux derniers s'en servent pour faire fortune: ils dressent le cerglier pour qu'il attaque des villages, ensuite Ten Shin Han et Chaozu se présentent en sauveurs, font semblant d'éliminer le cerglier, se font payer et repartent faire la même escroquerie à d'autres villages.
Le cerglier ailé possède le corps d’un sanglier, les bois d’un cerf et des ailes de papillon.
Il ne parle pas, mais il est doté d'un grand cœur, et n'hésite pas à remercier Son Goku de la meilleure manière qu'il faut après que ce dernier lui ait rendu liberté, notamment en s'entraînant à ses côtés lorsque ce dernier voulut participer au Tenkaichi Budokai.
À propos du nom
Son nom japonais Inoshikachō est utilisé dans le jeu de cartes japonais Koi-Koi. Son nom français est un mélange entre le mot « cerf » et « sanglier ».

## D

### Dium
Dium (ジウム, Jiumu), appelé Sium dans le manga, est un combattant de l'univers 10 et participe au Tournoi du Pouvoir. Il est éjecté de la surface de combat par Tortue Géniale.
apparence
C'est un oiseau au plumage vert.

### Dyspo
Dyspo (ディスポ, Disupo), orthographié Dispo dans le manga, est un combattant de l'univers 11 lors du Tournoi du Pouvoir et un Pride Trooper. Il a l'apparence d'un lapin violet assez mince et porte le même uniforme que ses compagnons. Le principal atout de Dyspo est sa vitesse, ce qui lui vaut le surnom de « Guerrier de la vitesse ». Il est capable de repérer à l'avance les attaques à venir de ses adversaires grâce aux vibrations que ses derniers émettent au moment de passer à l'attaque et peut donc prendre de vitesse ses adversaires.
Il parvient à tenir tête à Hit malgré le Tokitobashi, mais bat en retraite lorsque Son Goku vient prêter main-forte a l'assassin et que Kunsi est éjecté par ce dernier. Freezer tente de marchander avec lui, mais il a conscience de la nature abject du tyran et refuse catégoriquement son offre, puis le met en difficulté grâce à sa vitesse supersonique.
Dyspo est alors mis en difficulté à son tour grâce à un stratagème ingénieux de Son Gohan qui demande à Freezer de limiter le champ d'action de Dyspo en les entourant tous les deux de rayons d'énergie. Dyspo ne peut plus se mouvoir comme avant et se retrouve piégé. Alors que le Pride Trooper est sur le point d'être vaincu par Son Gohan, Freezer ne parvient pas plus longtemps à maintenir son piège en place et Dyspo est de nouveau libre de ses mouvements. Il contre attaque, mais Son Gohan parvient à l'immobiliser. Dans la foulée, Dyspo se fait sortir de la surface de combat par une attaque de Freezer, Son Gohan se sacrifiant au passage.
Technique
- Circle flash

## G

### Gaméra Junior
Gaméra Junior (小ガメラ, Kogamera), doublée par Tōru Furuya, est une tortue qui ressemble à Tortue. Elle est dotée de dents lui servant de défense et de réacteurs lui permettant de voler en tournant sur elle-même.
À propos du nom
Gaméra vient du monstre Gamera, très connu au Japon.

### Grégory
Grégory (グレゴリー, Guregorī), décédé en 767, est une sorte de sauterelle géante qui vit sur la planète de maître Kaio. Il n'existe pas dans le manga.
Lorsque Son Goku se rend sur la planète de maître Kaio pour se préparer à l'arrivée des Saiyans sur Terre, Grégory, qui a la faculté de se déplacer à une vitesse incroyable malgré une gravité dix fois supérieure à celle de la Terre, utilise cette vitesse pour entraîner Son Goku. Celui-ci doit en effet le frapper avec une massue très lourde. Cela lui permet d'accroître sa vitesse sans qu'il s'en aperçoive.

### Grenouille
La grenouille est régulièrement présente dans Dragon Ball Z mais pas pour autant la même. Il s'agit d'une grenouille turquoise un peu différente de celle que l'on trouve dans notre monde. Elle apparaît surtout dans l'anime, où Son Goten et Son Gohan s'amuse à jouer avec ces dernières. D'ailleurs, c'est dans une telle grenouille qu'a été emprisonné Ginyu, preuve qu'elle existe sur plusieurs planètes.

### Guilan
Guilan (ギラン, Gilan), décédé en 753 par Tambourine et en 774 par Boo, est un maître des arts martiaux. On le rencontre pour la première fois au tout premier Tenkaichi Budokai de Son Goku et Krilin. Moins fort que ceux-ci, il possède des ailes, et ressemble beaucoup à un dragon. Outre sa force et sa capacité à voler, son attaque est la Gomme tortillon (il crache par la bouche une espèce de chewing gum qui s'enroule autour de sa proie pour la ligoter). Guilan se fait tuer par l'envoyé du démon Piccolo (assassin aussi de Krilin). Il se fait ressusciter par les Dragon Balls.
Il fait une apparition anecdotique dans Dragon Ball Z lorsque Son Goku demande l'aide aux terriens pour créer un Genki Dama afin de battre Boo.
Technique
- Gomme tortillon

## H

### Haiya Dragon
Haiya Dragon (ハイヤードラゴン, Haiyā Doragon) est un petit dragon qui se lie d'amitié avec Son Gohan à partir du film Dragon Ball Z : Le Combat fratricide et qui fait plusieurs apparitions par la suite dans les films mais également dans les épisodes de la série lors de la saga Garlic Junior et dans une moindre mesure celle des cyborgs.

## K

### Karin
Karin (カリン, Karin), doublé par Ichirō Nagai et Ken Uo (depuis Dragon Ball Super) en japonais et par Raoul Delfosse, Céline Monsarrat (Dragon Ball Z Kai) et Antoine Nouel (Dragon Ball Super) en français, est un ermite qui vit au sommet d'une très haute tour qui porte son nom. Il est le gardien du palais du Tout-Puissant, qui se trouve juste au-dessus, au sanctuaire céleste.

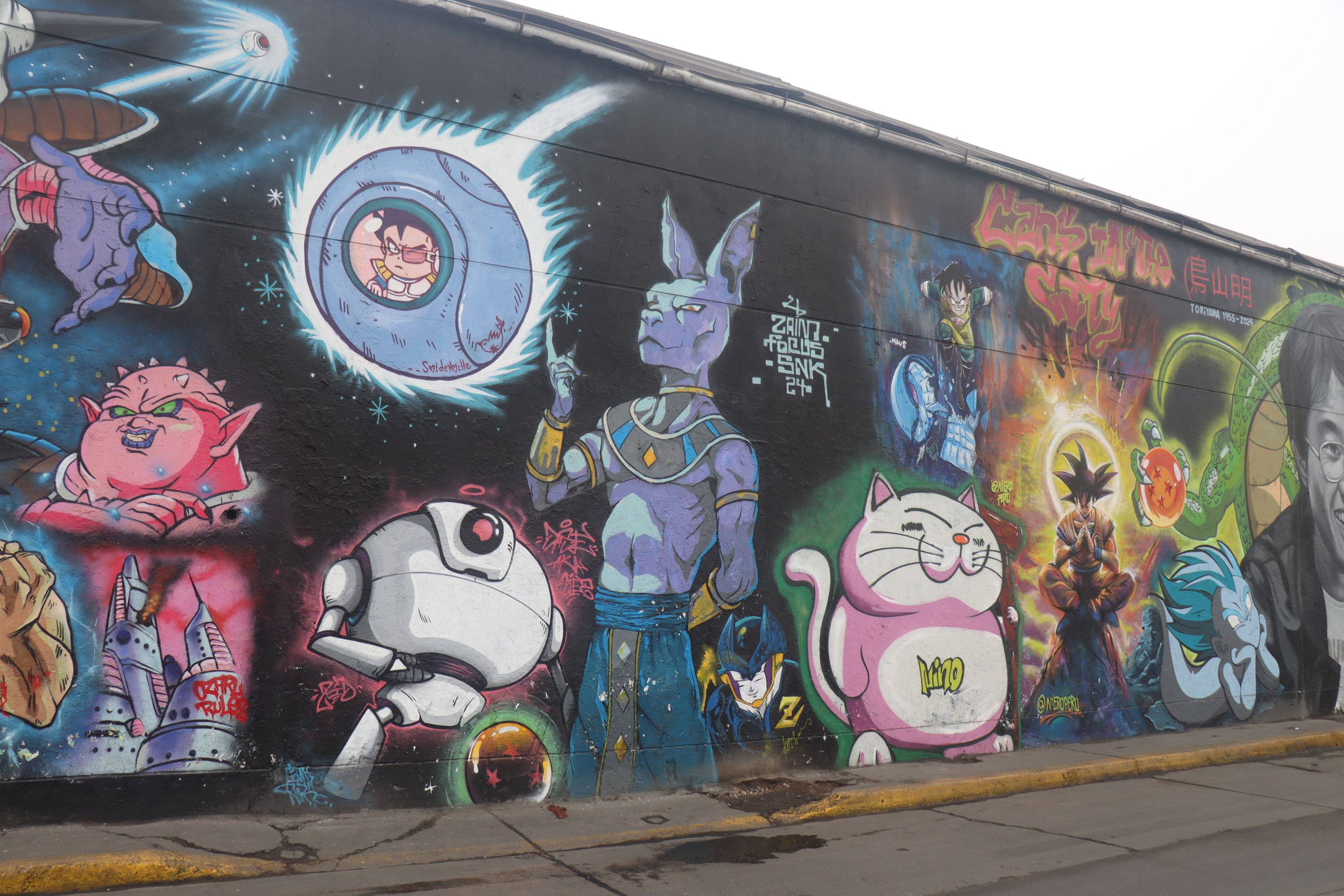
Graffitis muraux de personnages de Dragon Ball à Lima, au Pérou. Karin est le chat en bas à droite.

Karin a l'apparence d'un gros chat blanc, bipède et qui porte toujours un bâton pour marcher. Pour le voir, il faut monter par ses propres moyens au sommet de la tour, qui est gardée par un géant indien et s'élève au-dessus des nuages (Son Goku met plus d'une journée entière pour atteindre le sommet, la première fois).
Karin possède l’élixir sacré qui permet, selon la légende, d'augmenter la puissance des combattants. Mais il faut, pour avoir le droit de la boire, parvenir à la lui arracher des mains, ce qui n'est pas chose facile car le maître est très agile et rapide. Lorsqu'il était jeune, Kamé Sennin mit trois ans à y arriver.
Son Goku, alors qu'il n'a que 12 ans, monte au sommet après avoir été vaincu et laissé pour mort par Tao Pai Pai et ne met que trois jours pour acquérir l’élixir. Maître Karin lui dévoile alors son secret : en réalité, l’élixir n'est que de l'eau ordinaire, mais c'est l'entraînement abattu pour gravir la tour et la lui arracher qui a servi à augmenter la puissance de Son Goku.
Maître Karin possède néanmoins une véritable eau sacrée, l’élixir divin, qui développe les forces véritables des êtres. Cependant, elle ne sert que si l'être qui la boit n'a pas déjà atteint son maximum de potentiel. De plus, elle est mortelle et il faut faire preuve d'une grande sagesse pour pouvoir y survivre. Son Goku prend ce risque après avoir été vaincu par le démon Piccolo. Il survit et voit ainsi sa puissance décuplée.
Dans la suite, maître Karin fait encore quelques apparitions, essentiellement liées aux senzus : des haricots magiques qu'il est seul à cultiver, et qui guérissent instantanément toutes les blessures, redonnent l'intégralité des forces et nourrissent pour dix jours. Ces haricots rendent d'immenses services à Son Goku et à ses amis tout au long de l'histoire.
Maître Karin ne quitte presque jamais le sommet de sa tour et vit avec Yajirobé qui est venu s'installer chez lui.

### Konkichi
Konkichi (コンキチ, Konkichi) est un renard pick-pocket qui fait la connaissance de Son Goku avant le 22e Tenkaichi Budokai sur l'île de Yahhoy alors que Son Goku a seulement 15 ans. N'ayant jamais eu de famille ou de proches, Konkichi s'est reconverti dans la rapine et la fauche par dépit. Endetté et traqué par ses créanciers qui sont des truands, il est sauvé par Son Goku qui met en fuite les truands. Mais ces derniers se vengent en braquant une banque et en faisant porter le chapeau à Konkichi. Pour le sauver de la prison, Son Goku part à la recherche des truands pour les ramener et les faire avouer. Innocenté, Konkichi décide de se racheter une conduite et cesse toute activité illégale.
Rebaptisé Renardo dans la version française, Konkichi n'apparait que dans la version animé et dans un seul épisode de la saga Dragon Ball : l'épisode 83.

## L

### Lavender
Lavender (ラベンダ, Rabenda), également appelé Lavenda, surnommé Lavender l'empoisonneur est un combattant de l'univers 9. Il apparaît lors du match d'ouverture du Tournoi du Pouvoir en compagnie de ses frères, et combat Son Gohan. Les techniques de Lavender sont basées sur le poison. Il s'en sert pour aveugler Son Gohan, et ce dernier ne peut utiliser que ses autres sens pour combattre Lavender. Son Gohan s'écroule quand même dû à une forte quantité de poison dans son corps, ce qui fait donc un match nul. Lors du Tournoi du Pouvoir, il se fait battre, ses frères et lui, par Son Goku et Vegeta. L'univers 9 n'ayant plus de combattants, il fut le premier à être effacé par les Zeno.
Après la victoire de l'univers 7 au tournoi, il est ressuscité à la fin du tournoi grâce aux Super Dragon Balls en même temps que son univers.
Apparence
Lavender est un grand loup jaune, avec un pantalon vert et des bretelles de couleur marron.
Famille
Il a deux frères Basil et Bergamo.
À propos du nom
Lavender vient de la fleur lavande.

### Lilibelle
Lilibelle (リリベウ, Riribeu), appelée Lirybeu dans le manga, appartient a l'univers 10 et participe au Tournoi du Pouvoir. Elle est la première concurrente à être éjecté après avoir été confronté a Basil de l'univers 9. Elle a des antennes et des ailes de papillon, bien que son nom semble être l'anagramme de Libellule.

## M

### Majora
Majora (マジョラ, Majora), appelé Marjora dans le manga, est un combattant aveugle de l'univers 4 lors du Tournoi du Pouvoir. C'est un renard, son odorat puissant lui permet de compenser sa cécité. Par conséquent, il est insensible à la Morsure du soleil. Il choisit de combattre Krilin, ce dernier parvient à neutraliser son odorat grâce à la mauvaise odeur de sa chaussure. Il est éjecté de la surface de combat par Krilin qui l'acheve avec le Kame Hame Ha. Après la victoire de l'univers 7 au tournoi, il est ressuscité à la fin du tournoi grâce aux Super Dragon Balls en même temps que son univers.

### Moro
- Le personnage de Moro n’apparaît pour l'instant que dans le manga et est le nouvel antagoniste faisant face a Son Goku et Végéta. Le résumé ci-dessous correspond a la version papier.

Bien avant l'apparition du demon Boo, Moro (Le dévoreur de monde) fut fait prisonnier par la patrouille galactique grâce à l'aide des Kaioshin. Peu de temps après l'affrontement qui opposa Son Goku et Végéta à Broly, Moro parvient à s'évader de sa prison et prend la fuite avec un déserteur de l'armée de Freezer. Moro se rend sur la nouvelle Namek pour y retrouver les dragon balls.
Moro apparait très âgé et très affaibli par sa captivité. Si bien qu'il se retrouve acculé par Végéta. Il parvient à rajeunir son corps et à récupérer sa puissance grâce à l'énergie de Végéta et Son Goku qu'il absorbe pendant leur combat.
À l'inverse de Son Goku qui met un certain temps à récolter de l'énergie pour créer un Genkidama, Moro peut drainer une énorme quantité d'énergie en très peu de temps. Moro laisse les deux Saiyans pour mort et part à la recherche des Nameks afin de trouver les Dragon ball.
Alors que Moro tue des Nameks pour les obliger à lui remettre les Dragon ball, un super Namek fait son apparition. Moro tue facilement son adversaire sans même prendre la peine de le regarder. Moro a réuni six des sept dragon ball et se retrouve de nouveau face à Son Goku et Végéta qui se lancent dans un assaut désespéré.
Le combat imminent est stoppé par Merus qui parvient à immobiliser Moro. Moro parvient à se libérer difficilement du piège de Merus et se retrouve confronté à Majin Boo dont les souvenirs de l'honorable Kaioshin ont été réveillés par la patrouille galactique. Moro est alors mis en difficulté par Majin Boo, car contrairement à ses autres adversaires, il est incapable de lui voler son énergie.
Moro parvient à échapper aux griffes de Boo grâce à son complice qui parvient à invoquer Polunga. Moro retrouve alors la totalité de ses pouvoirs et tue son complice pour ensuite demander au Dragon de libérer tous les détenus de la prison galactique. Moro se forme ainsi une garde d'élite.
Moro ce lance alors dans une vaste campagne de destruction à travers toute la galaxie, écumant et détruisant planète après planète. Après avoir appris la défaite de plusieurs de ses sbires, il se rend sur Terre afin de régler le problème lui même.
Une fois sur place, Moro fait face à Son Goku qui active les prémices de l'ultra instinct. Le combat est équilibré jusqu’à ce que Moro prenne finalement le dessus et parvienne à se défaire de son adversaire. Moro doit maintenant faire face à Végéta qui s'interpose in extremis. Il est alors décontenancé par le nouveau pouvoir de Végéta qui lui permet d'annuler les fusions ou les absorptions d’énergie. Moro est alors affaibli et commence à retrouver une apparence de vieillard. Conscient qu'il ne peut vaincre Végéta, il joue alors sa dernière carte et absorbe Seventhree pour fusionner avec lui, s'octroyant alors sa capacité à copier les techniques de combat de ses adversaires.
Désormais trop puissant et trop rapide pour Végéta, Moro parvient à vaincre son adversaire et met hors d'état de nuire Piccolo et Gohan et inflige une blessure quasi mortelle à Son Goku. Alors que Moro jubile, Merus fait son apparition et décide de révéler ses vrais pouvoirs. La capacité de Moro de copier ses adversaires est anéantie par Merus qui y laisse alors la vie. Moro doit dans l'instant suivant faire de nouveau face à Son goku dont la blessure a été soigné par Dendé.
Cette fois-ci, Moro est totalement impuissant face à Son Goku qui active l'ultra instinct avec une totale maîtrise. Moro est alors violemment attaqué par Son Goku qui lui porte des attaques d'une puissance inouïe. Se retrouvant acculé et sans défense et gravement blessé, Moro supplie Son Goku de l'épargner.
Cependant Moro voit une occasion unique de surpasser Son Goku. Il parvient à copier les capacités de Merus en récupérant sa main précédemment coupé par le patrouilleur galactique. Moro possède alors une puissance inouïe. Cette même puissance va pourtant devenir son plus grand handicap, un corps mortel ne pouvant contenir la puissance d'un ange, Moro se met alors à gonfler inexorablement après chaque coup qu'il reçoit. Afin de gagner du temps, il fusionne avec la planète Terre et en fait son nouveau corps afin d'essayer de contenir sa toute puissance, ce qui s'avère inutile cependant. Moro est alors conscient qu'il est perdu, mais satisfait de savoir que l'explosion anéantira l'univers tout entier. L'intervention de Végéta permet cependant de retarder un peu l'échéance, permettant dans le même temps à Goku d'achever définitivement son adversaire en brisant la lentille de son front qui est la source de son pouvoir. Moro explose tout seul sans emporter l'univers et disparait définitivement. 
Personnalité
Moro est un être cruel et sadique. Ses méthodes sont similaires à celles de Freezer, voire pires. Il prend plaisir à voir des innocents mourir et ne recule absolument devant rien pour atteindre ses objectifs. Il ne se soucie aucunement de son environnement et de tout ce qui s'y trouve et n'hésite pas à détruire des planètes en drainant leurs énergies jusqu'à la dernière once. Il n'a aucune forme de respect envers ce qui l'entoure et n'accorde du respect qu'à sa propre personne.
Apparence
Moro est de grande taille et a l'apparence d'un bélier à la peau bleue avec une barbe blanche. Son apparence change une fois l'intégralité de ses pouvoirs retrouvée. Il devient plus musclé et sa barbe disparaît.
Lorsqu'il absorbe Seventhree, son apparence se modifie légèrement. Ses cornes changent de forme et son visage arbore des traits différents qui rappellent son acolyte absorbé.
Pouvoir
Moro est capable d'augmenter son pouvoir en drainant l'énergie de toute forme de vie organique et végétale. Il est également capable de renforcer le pouvoir d'une personne en lui donnant de cette énergie.
Il peut extraire l'énergie d'une planète pour en faire un piège mortel ou sans servir pour lancer des attaques directes sur ses adversaires. Lorsqu'il absorde Seventhree, il obtient en même temps sa capacité à copier les techniques de combat de ses adversaires.

## O

### Oolong
Oolong (ウーロン, Ūron), doublé par Naoki Tatsuta en japonais et par Raoul Delfosse et Philippe Ariotti en français, est un petit cochon, pesant 32 kg pour 121 cm, qui possède la faculté de se métamorphoser en la créature qu'il souhaite pendant une brève période.

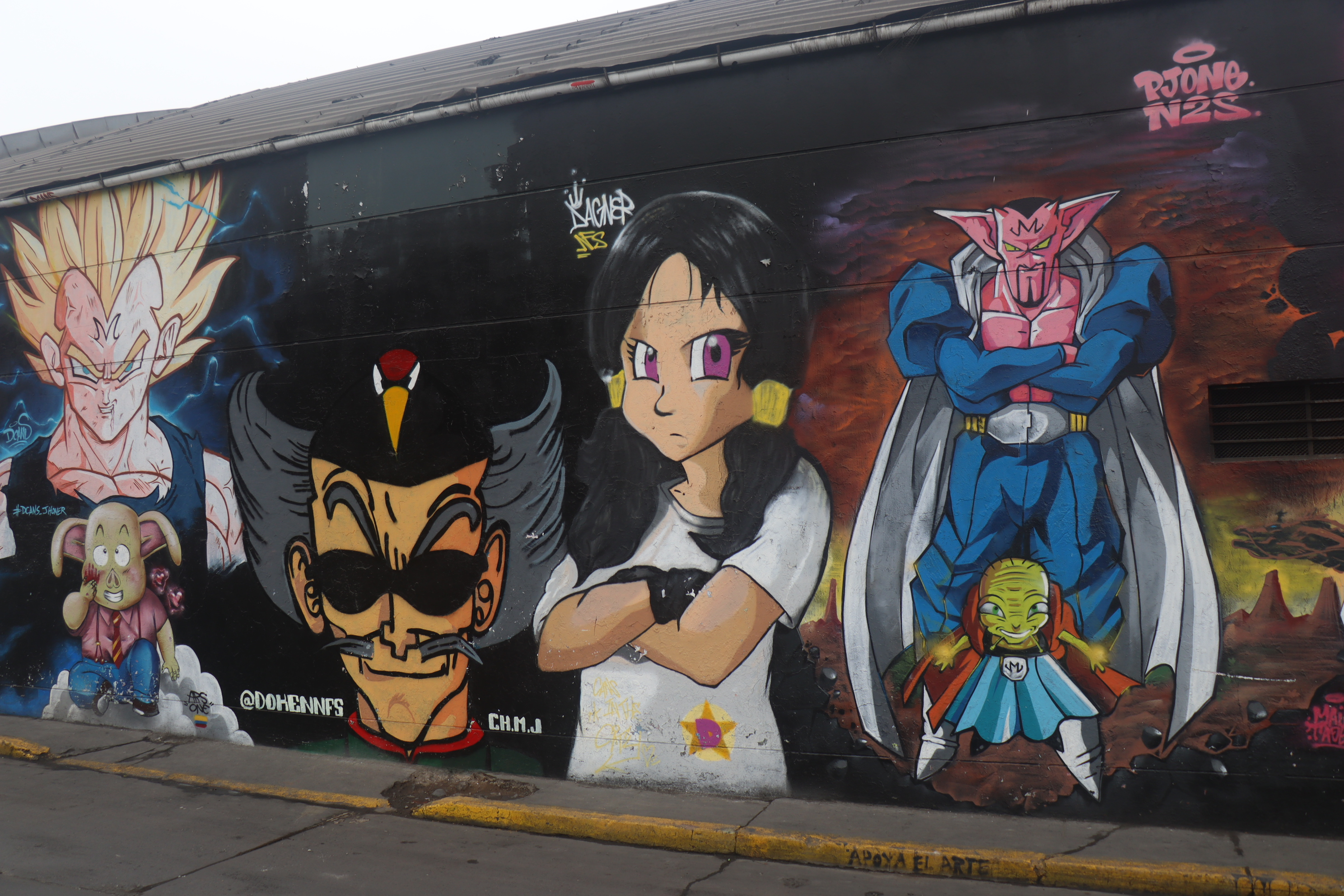
Graffitis muraux de personnages de Dragon Ball à Lima, au Pérou. Oolong est celui tout en bas à gauche.

Au début de l'histoire, il est habillé en garde rouge et il utilise son pouvoir de métamorphose pour kidnapper les jeunes filles d'un village et les enfermer dans sa demeure, en prenant l'apparence d'un monstre. Mais Son Goku et Bulma interviennent pour rendre leur liberté à ces victimes, et Oolong, lorsqu'il découvre la grande force de Son Goku, s'avoue vaincu. Cette rencontre lui est bénéfique puisque par la suite, il cesse ses activités perfides et décide (plus ou moins contraint par une ruse de Bulma, dans un premier temps) de les accompagner dans leur quête des Dragon Balls.
Quelque temps plus tard, Son Goku, Bulma et Oolong font la rencontre de Yamcha et Puerh. Oolong et ce dernier se reconnaissent car ils étaient ensemble dans l'école où ils ont appris à se métamorphoser, mais ils n'étaient pas amis à l'époque. Alors que Puerh est capable de se transformer pendant une durée indéfinie, Oolong, qui n'était pas un élève sérieux, n'a pas appris à se métamorphoser parfaitement, ce qui le rend incapable de se transformer plus de cinq minutes d'affilée, devant à chaque fois attendre une minute avant de pouvoir utiliser son pouvoir à nouveau. Cependant, Oolong et Puerh deviennent amis par la suite, lorsqu'ils doivent unir leurs forces pour vaincre Pilaf.
Dans la suite de l'histoire, Oolong reste la plupart du temps chez Bulma. C'est un personnage faible, peureux et obsédé, qui constitue un élément comique de la narration sans prendre part aux combats.
À propos du nom
Il est inspiré du personnage du Voyage en Occident Zhu Bajie, « le Cochon aux Huit Vœux ». En mandarin, Oolong ou Wulong (烏龍) signifie « Dragon noir », et désigne également le thé du même nom.
Technique
- Métamorphose

## P

### Poisson Oracle
Le poisson oracle (予言魚, Yogen-gyō) est un poisson bleu aux toutes petites mains, suspendu dans un bocal, qui est doté de pouvoirs de prémonition.
C'est le messager de Beerus et il vit dans sa demeure.

### Ptéranodon
Les ptéranodons sont des dinosaures de l'univers Dragon Ball.

### Puerh
Puerh (プーアル, Pūaru), également connu sous les noms de Plume, Poil et Pual, doublé par Naoko Watanabe en japonais et par Jacqueline Staup et Jennifer Fauveau (depuis Dragon Ball Z Kai) en français, est le compagnon inséparable de Yamcha. Il ressemble à une sorte d'écureuil mêlé de chat, et peut flotter dans les airs.

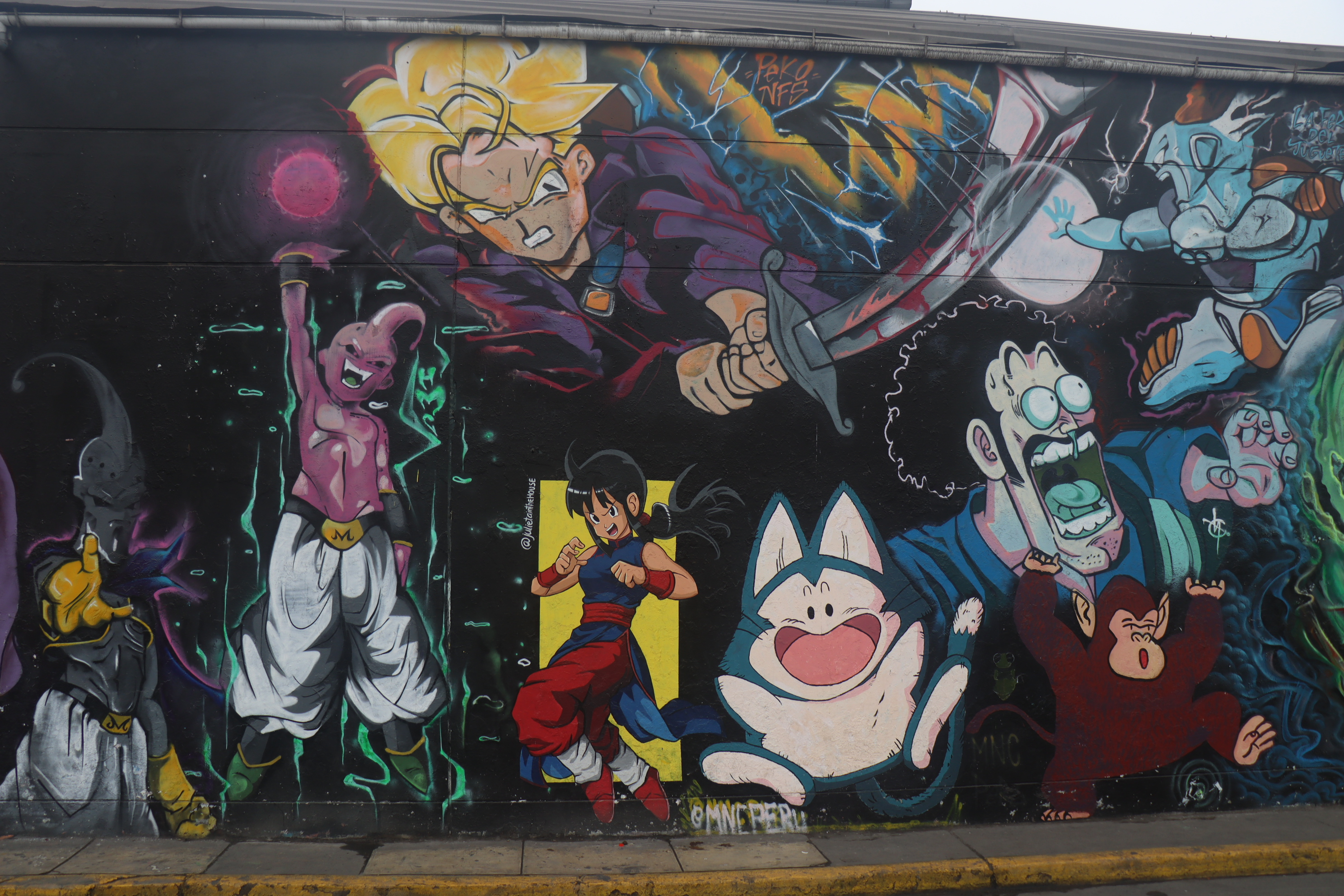
Graffitis muraux de personnages de Dragon Ball à Lima, au Pérou. Puerth est celui au centre droit.

Il possède le même pouvoir que Oolong (qu'ils ont appris tous les deux dans la même école), à savoir la faculté de changer de forme pendant un temps limité. Il peut même se transformer en divers objets. Contrairement à Oolong, Puerh est capable de se transformer pendant une durée indéfinie.
Totalement dévoué envers Yamcha (qu'il aide à exécuter ses rapines, avant que les deux ne rencontrent Son Goku, Bulma et Oolong), Puerh apparaît très tôt dans l'histoire, mais n'a pas une grande importance car ce n'est pas un combattant, il dit d'ailleurs lui-même qu'il a horreur de la violence. Quand Son Goku se transforme en gorille géant dans le château de Pilaf, Puerh se transforme en paire de ciseaux et lui coupe la queue.
Plus tard, il participe, avec Upa, à la défaite de Draculaman, le premier combattant de Baba la voyante.
Dans le film live Dragon Ball, le film : La Légende des sept boules de cristal de 1989, Puerh est remplacé par un perroquet blanc s'appelant Blanche-Neige.
À propos du nom
Son nom rappelle le thé « post-fermenté » chinois ou pu-erh.
Technique
- Métamorphose

## R

### Docteur Rota
Le docteur Rota (ロタ, Dokutā Rota) est un combattant de l'univers 6 participant au Tournoi du Pouvoir. C'est un phacochère portant des petites lunettes et des habits. Il sert de personnage comique du fait qu'il n'a jamais pu montrer ce qu'il valait réellement car il se faisait à chaque fois attaquer de dos, notamment par Hermila de l'univers 2. Il est éliminé de l'arène par Vegeta, et son univers fut plus tard effacé de la réalité par les rois Zeno. Après la victoire de l'univers 7 au tournoi, il est ressuscité à la fin du tournoi grâce aux Super Dragon Balls en même temps que son univers.

## S

### Shosa
Shosa (ショウサ, Shōsa) est un combattant de l'univers 4. Il a le physique d'un loup.
Lors du Tournoi du Pouvoir, il affronte C-18 qui se montrait farouche envers lui jusqu'à ce qu'il utilise sa capacité du mort en bloquant sa respiration. C-18 se fit avoir par sa fausse mort et le guerrier prit l'avantage, il était sur le point de l'éjecter de l'arène quand Krilin vient sauver sa femme. À deux, ils parviennent à éjecter Shosa hors de l'arène.
Après la victoire de l'univers 7 au tournoi, est ressuscité à la fin du tournoi grâce aux Super Dragon Balls en même temps que son univers.

### Shu
Shu (シュウ, Shū), ou Soba, est un subalterne du Roi Pilaf. C'est un renard déguisé en ninja mais, bien qu'il soit un épéiste, il ne montre aucune aptitude à maîtriser des techniques de ninja.
À propos du nom
Son nom vient des soba, qui sont des nouilles de sarrasin.

## T

### Taro
Taro (タロー, Tarō) est le fils de la tortue de Kamé Sennin. Il apparaît uniquement dans l'anime Dragon Ball Z.

### To le carotteur
To le carotteur (兎人参化, Toninjinka), né en 698, apparaît la première fois dans la saga Pilaf alors que Bulma, Son Goku et Oolong sont à la recherche des Dragon Balls.
Bulma, n'ayant plus de vêtements, se retrouve obligé de porter un costume de bunny girl appartenant à Oolong. Une fois arrivé dans un village, elle décide d'acheter des Hop-pop Capsules et de nouveaux vêtements mais le village est terrorisé par une bande de personnages déguisés en lapin et croit que Bulma en fait partie.
Deux membres de la bande des lapins, portant le brassard avec la mention usagi qui signifie lapin, arrivent et commence à semer la panique dans le village jusqu'au moment où ils s'en prennent à Bulma qu'ils trouvent jolie. Bulma demande alors de l'aide à Son Goku qui les terrasse rapidement mais ils appellent ensuite leur chef pour qu'il leur vienne en aide.
To le carotteur fait alors son apparition dans une voiture-lapin et propose à Bulma de se serrer la main. Mais Bulma le touche et cela suffit à la transformer en carotte. Son Goku ne pouvant rien faire car il se transformerait à son tour en carotte, Yamcha leur vient en aide et Son Goku reprend le dessus et ordonne à To de redonner son apparence normale à Bulma.
Une fois neutralisé, Son Goku plante Nyoï Bo dans le sol et envoie le gang des lapins sur la lune. Selon une légende japonaise, il y aurait sur la lune un lapin qui fabriquerait du mochi qui est un gâteau de riz gluant pilé. Les Japonais verraient sur la pleine lune un lapin devant un mortier.

### Tortue
La tortue (ウミガメ, Umigame), doublée par Georges Lycan et Antoine Nouel (depuis Dragon Ball Z Kai) en français, est la tortue marine de Kamé Sennin. Âgée d'environ mille ans, elle est capable de parler le langage humain. Elle apparaît pour la première fois dans Dragon Ball, quand Son Goku et Bulma recherchent les Dragon Balls. Son Goku sauve la tortue en la ramenant à la mer, ce qui est à l'origine de la rencontre entre Son Goku et Kamé Sennin. Ce dernier offre à Son Goku le Kinto-un en signe de gratitude.
Famille
Il a un fils Taro qui apparaît uniquement dans l'anime Dragon Ball Z.
Puissance
Après la mort de Raditz, Bulma teste le scouter sur la tortue et mesure sa force de combat à 0,001. Cependant, la tortue enverra au tapis deux prétendants de Marlene en l'absence de Krilin, alors que la force moyenne d'un être humain est estimée à 5 unités,.

#### Tome de laPerfect Edition
1. ↑  Dragon Ball (Perfect Edition) – Volume 15

#### Autre livre
1. 1 2  Le Dictionnaire de Dragon Ball

#### Épisodes deDragon Ball Z
1. 1 2  Dragon Ball Z – Épisode 47
2. ↑  Dragon Ball Z – Épisode 8
3. ↑  Dragon Ball Z – Épisode 1

#### Ouvrages

##### Perfect Edition
- Akira Toriyama (trad. du japonais par Fédoua Thalal), Dragon Ball [« ドラゴンボール »], t. 15, Grenoble, Glénat, coll. « Shônen »,‎ 20 juillet 2011, 232 p., 14,5 × 21 cm, couverture couleur, broché (ISBN 978-2-7234-7887-8 et 2-7234-7887-4, ISSN 1253-1928, présentation en ligne)

##### Autre livre
- Akira Toriyama (trad. du japonais par Olivier Huet), Le Dictionnaire de Dragon Ball, Grenoble, Glénat, coll. « Art of », 3 novembre 1999, 312 p., 18,8 × 26,3 cm, couverture couleur, broché (ISBN 978-2-7234-2945-0 et 2-7234-2945-8, OCLC 422071415, BNF 39110010, présentation en ligne)

#### Sites web
- Cet article est partiellement ou en totalité issu de l'article intitulé « Bubbles » (voir la liste des auteurs).

- Cet article est partiellement ou en totalité issu de l'article intitulé « Grégory (Dragon Ball Z) » (voir la liste des auteurs).

- Cet article est partiellement ou en totalité issu de l'article intitulé « Guilan » (voir la liste des auteurs).

- Cet article est partiellement ou en totalité issu de l'article intitulé « Maître Karin » (voir la liste des auteurs).

- Cet article est partiellement ou en totalité issu de l'article intitulé « Oolong (Dragon Ball) » (voir la liste des auteurs).

- Cet article est partiellement ou en totalité issu de l'article intitulé « Puerh (Dragon Ball) » (voir la liste des auteurs).

- Cet article est partiellement ou en totalité issu de l'article intitulé « To le carotteur » (voir la liste des auteurs).

- Cet article est partiellement ou en totalité issu de l'article intitulé « Umigame » (voir la liste des auteurs).